# Lithoautotrophie
Cet article court présente un sujet plus développé dans : Type trophique.
La lithoautotrophie est un type trophique trouvé chez les archées et les bactéries. Les organismes lithoautotrophes utilisent des composés inorganiques  comme source d'atomes de carbone et d'énergie (chimioautotrophie) ou la lumière comme source d'énergie (photoautotrophie). Le mot lithoautotrophe signifie littéralement "se nourrir soi-même de pierre".
Un organisme lithoautotrophe, est un organisme ayant comme type trophique la lithoautotrophie, que ce soit la chimiolithoautotrophie ou la photolithoautotrophie.